# أوين كيسي
أوين كيسي (بالإنجليزية: Owen Casey)‏ هو لاعب كرة مضرب أيرلندي، ولد في 22 أكتوبر 1969 في دبلن في جمهورية أيرلندا.

## وصلات خارجية
- أوين كيسي على موقع رابطة محترفي التنس (الإنجليزية)
- أوين كيسي على موقع الاتحاد الدولي لكرة المضرب (الإنجليزية)
- أوين كيسي على موقع كأس ديفيز (الإنجليزية)
- أوين كيسي على موقع خلاصة التنس.كوم (الإنجليزية)
- أوين كيسي على موقع أوليمبيديا (الإنجليزية)